# Les Rois de la couture
Pour plus de détails, voir Fiche technique et Distribution.
Les Rois de la couture (Lovely to look at) est un film américain, réalisé par Vincente Minnelli et Mervyn LeRoy, sorti en 1952.

## Synopsis
Aux États-Unis, trois amis, Al Marsh, Tony Naylor et Jerry Ralby voudraient monter un spectacle musical à Broadway, mais ils ne disposent pas du premier sou pour se lancer dans cette aventure. Quand Al hérite de sa tante Roberta, la moitié d'une maison de couture située dans la prestigieuse rue de la Paix, à Paris, les trois amis se précipitent dans la capitale française afin de vendre au plus vite cette société et de financer leur futur spectacle. La chanteuse et danseuse de revue Bubbles Cassidy, qui a mis à leur disposition ses économies pour payer le voyage, les rejoindra plus tard. 
Mais arrivés sur place, les trois associés découvrent que la maison de couture est au bord de la faillite, et que les créanciers s'empareraient de l'intégralité du produit de la vente. Ils proposent alors à ces derniers de mettre à nouveau la main à la poche afin de relancer l'activité de la maison de couture grâce à un défilé de mode révolutionnaire conçu comme un show musical. Ils sont aidés dans leur entreprise par Clarisse et Stéphanie  : deux sœurs qui ont été adoptées par la défunte Roberta, et qui détiennent l'autre moitié du capital de la société.

## Fiche technique
- Titre original : Lovely to look at
- Titre français : Les Rois de la couture
- Réalisation : Vincente Minnelli et Mervyn LeRoy
- Scénario : George Wells, Harry Ruby d'après la comédie musicale Roberta d'Otto Harbach et Jerome Kern tirée du roman Gowns by Roberta d'Alice Duer Miller
- Décors : Cedric Gibbons, Gabriel Scognamillo
- Costumes : Adrian
- Photographie : George Folsey
- Son : Douglas Shearer, Norwood Fenton
- Montage : John McSweeney Jr.
- Musique : Bernard Dougall, Jimmy McHugh, Otto Harbach, Jerome Kern, Dorothy Fields
- Lyrics : Otto Harbach, Jerome Kern, Dorothy Fields
- Direction musicale : Carmen Dragon, Saul Chaplin
- Chorégraphie  : Hermes Pan
- Production : Jack Cummings
- Société de production : Metro-Goldwyn-Mayer Corp.
- Société de distribution :  Loew's Inc.
- Pays de production :  États-Unis
- Langue : anglais
- Format : Couleurs (Technicolor) - 35 mm - 1,37:1 -  Son Mono (Western Electric Sound System)
- Genre :  Comédie et film musical
- Durée : 101 minutes
- Date de sortie :
  - États-Unis : 29 mai 1952 (première à New-York)

## Distribution
- Kathryn Grayson : Stephanie
- Red Skelton : Al Marsh
- Howard Keel : Tony Naylor
- Marge Champion : Clarisse
- Gower Champion : Jerry Ralby
- Ann Miller : Bubbles Cassidy
- Zsa Zsa Gabor : elle-même
- Kurt Kasznar : Max Fogelsby
- Marcel Dalio : Pierre
- Diane Cassidy : Diane

Acteurs non crédités :
- Jean De Briac : un couturier
- Jean Del Val : un créancier
- Henri Letondal